# La Flamme merveilleuse
La Flamme merveilleuse er en fransk stumfilm fra 1903 af Georges Méliès.